# Тиако, Габриэль
Габриэ́ль Тиако́ (фр. Gabriel Tiacoh; 9 февраля 1963, Абиджан — 2 апреля 1992, Атланта) — бывший ивуарийсий легкоатлет. Участник двух Олимпийских игр. Первый призёр Олимпийских игр от Кот-д’Ивуара.

## Карьера
Впервые на международной арене Тиако выступил на первом в истории чемпионате мира, который прошёл в 1983 году в Хельсинки. Там он выбыл из борьбы на дистанции 400 метров в четвертьфинале, а в эстафетах ивуарийская сборная не прошла дальше предварительных забегов.
В олимпийском сезоне 1984 года ивуарийский бегун стал чемпионом Африки на первенстве в Рабате, а спустя несколько недель стал серебряным призёром Игр в Лос-Анджелесе на дистанции 400 метров. В финале он пробежал за 44,54 и установил рекорд Африки. В эстафете 4×400 сборная Кот-д’Ивуара прошла первый раунд, но в полуфинале прекратила борьбу за медали.
В 1985 году он уступил звание чемпиона Африки, став в Каире только вторым, а в 1986 году дважды улучшал свой же рекорд Африки. Его результат 44,30 стал лучшим в мире по итогам сезона 1986 года. На чемпионате мира в Риме Тиако вышел в финал, но не смог побороться в нём за высокие места и стал лишь седьмым. 
На своей второй Олимпиаде Габриэль не смог бороться за высокие места, вылетев из борьбы уже на стадии четвертьфинала. 
В 1989 году Тиако второй раз стал чемпионом Африки и занял третье место на Континентальном кубке в Барселоне. После этого прекратил активные выступления.
Габриэль Тиако скончался в апреле 1992 года от вирусного менингита. В родном городе Абиджане регулярно проводится турнир его памяти «Тhe Gabriel Tiacoh meet»